# 広東住血線虫症
広東住血線虫症（カントンじゅうけつせんちゅうしょう、英:angiostrongyliasis）とは、広東住血線虫（Angiostrongylus cantonensis）の幼虫が寄生したために発生する人獣共通感染症である。

## 病原体
原因となる虫体は1933年にネズミの血管の中から見い出された事により「住血」と命名され、最初は住血吸虫に分類された。
1935年に中国の学者、陳心陶（1904年-1977年）によって学名がつけられた。
1945年に台湾でヒトでの症例が報告された。本症の終宿主はネズミであり、ネズミから排出された第1期幼虫が中間宿主であるナメクジ類に摂取されると、その体内で第3期幼虫まで発育する。このナメクジ類がネズミに摂取されると第3期幼虫は中枢神経に移動し、第5期幼虫まで発育する。第5期幼虫は肺動脈へと移動して成虫となる。中間宿主が待機宿主に摂取された場合は、第3期幼虫のまま寄生する。

## 疫学
本症は、広東と付くものの、実際は、太平洋諸島、極東、東南アジア諸国、オーストラリア、アフリカ、インド、インド洋の島々、カリブ海の島々、北米など地球上に広く分布する。
日本では、2000年に沖縄県で死者が出ただけでなく、沖縄県で本症病原体に汚染されたサラダの摂食による感染例まで報告された。また、オーストラリアでは、当時19歳だった男子学生が、友人達との悪ふざけでナメクジを食べたため本症にかかり、8年間の闘病の末に2018年11月2日に死亡した事例がある。アメリカ合衆国のハワイ州でも、2018年に10例（うち1名がナメクジを食べ闘病後死亡）あり、2019年5月までに5例がいずれもハワイ島で起きていたが、このうち3例が観光客だったことで広く報道された。うち観光客2名は、自家製サラダを何度も食事した、果実や野菜等を洗わず食していた、とそれぞれ証言している。ハワイ州衛生局が、生野菜等をよく洗って食べるように勧告している。病原体に汚染された生野菜の他にも、手指、飲料水などを摂取した事によっても発生し得るため、注意が必要である。

### 媒介者
なお、本症病原体は様々な動物に感染し得て、外来種ヒラコウラベッコウガイからは勝手に広東住血線虫が体外へ出て行く事も確認された。外来種アフリカマイマイに起因すると考えられる発症例の報告が日本国内（沖縄県等）にある。ある沖縄の農家の女性は目への感染により網膜剥離を罹患したが、食してはいないものの、日常的にアフリカマイマイを素手で叩き割って駆除していたと証言している。
ハワイ州でもこの大型カタツムリ（アフリカマイマイ）や幾つかの外来種が媒介者として注視され、特にヒラコウラベッコウガイが中間宿主として懸念される。後者は退化した殻を持つ「半ナメクジ」だが、木登りなどの行動が比較的旺盛で、かつ、果実やペットフードなど栄養価の高い餌にもよく引き寄せられる習性をもつ。沖縄当局の2004年調査でも、ヒラコウラベッコウガイが構造上、感染率も感染幼虫数も数値が（別の外来種アシヒダナメクジと比較して）高いことが判った。ハワイ州当局調査（2014年）でも、このヒラコウラベッコウガイの感染率が68%と最も高く、次いでアシヒダナメクジが30%という結果が出た。ハワイ州でみつかる陸棲巻貝の外来種の1/3弱、在来種2種についてこの線虫の宿主となりうることが同調査で確認されている。同調査で感染性が高順位だった外来種には、他にもマダラコウラナメクジ、ヤマヒタチオビ 等、日本の熱帯地等に移入され棲息する種が含まれる。
なおナメクジやカタツムリだけでなく水棲のいわゆるタニシ類からの感染も認められる。北京市では、2006年6月から9月にかけてスクミリンゴガイ（俗名：ジャンボタニシ；中国語: 福寿螺）を生・半生で食したために160例が感染、100例が入院となり、同市では取引禁止令を発令した。

## 臨床像
ヒトでは中間宿主や待機宿主によって汚染され、幼虫が混じった食品や水の摂取により寄生が成立する。感染から発症までは 12日から28日程度とされ、ヒトの体内に侵入した第3期幼虫の多くは中枢神経系へと移動し、出血、肉芽腫形成、好酸球性脳脊髄膜炎などを引き起こす。なお、第3期幼虫が中枢神経系へ移動する理由としては、免疫システムからの回避、成長に必要な脳由来酵素の獲得、槍型吸虫やロイコクロリディウムのような宿主のコントロールといった仮説が挙げられる。

## 治療
まずは、虫体の抗原を用いて、ELISA法や免疫電気泳動法を利用して、血清や髄液中から抗体検出を行う事で、確定診断をする。その後、治療に入る。

### 鑑別疾患
診断の際に重要な鑑別疾患は、有棘顎口虫症、嚢虫症、肺吸虫症、住血吸虫症などである。

### 薬物治療
特効薬は無い。好酸球性脳脊髄膜炎に対する対症療法が行われる。すなわち、ステロイドホルモン薬のプレドニゾロンなどを投与する事によって、好酸球性脳脊髄膜炎の炎症を抑える方法が取られる。
ただし、駆虫を目的として、メベンダゾールの投与が併行して行われる場合がある。メベンダゾールの投与を行うと、寄生虫が宿主からグルコースを奪う事を阻害する作用があるとされ、要するに、寄生虫を宿主の体内で餓死させる事を狙う薬である。なお、メベンダゾールは回虫がいると問題を起こす場合があるため、もし回虫も感染している場合は、先にサントニンなどを用いて回虫の駆虫を行う必要がある。